# Man O'War (jeu de figurines)
Pour les articles homonymes, voir Man O' War.
Man O' War est un jeu de figurines de combat naval entre les flottes des différentes puissances du Vieux Monde du monde imaginaire de Warhammer. Chaque joueur incarne l'amiral d'une flotte d'une dizaine de navires. Les plus petits vaisseaux sont organisés en escadres de trois, tandis que les gros, appelés bâtiments, sont gérés individuellement.

## Le Jeu
Le mécanisme de jeu introduisait des concepts novateurs pour l'époque : l'activation alternée des unités, des cartes disposées à côté du jeu résumant les règles et l'état de marche de chaque navire, et des jets de dés combinant de multiples aspects simultanément (localisation, portée, coup au but ou non). Toutefois, le niveau de complexité est faible et le hasard joue un rôle certain dans la victoire.
Le jeu complet est très varié : s'il est possible d'envoyer la flotte ennemie par le fond à coup de canons, il est aussi possible d'aborder les navires pour les capturer ou les couler, d'invoquer des monstres marins, de lancer de puissants sortilèges, d'éperonner, de bombarder un navire ennemi à l'aide de créatures volantes... Cette variété se retrouve aussi dans les flottes, qui vont des voiliers quasi-historiques de Bretonnie aux délirantes barges lance-missiles des Nains du Chaos ou aux bateaux ailés de Tzeentch.

## Les phases du jeu
Le jeu se déroule selon la succession des 4 phases suivantes :

### Phase d'initiative
Durant cette phase, chaque joueur lance un dé pour savoir qui aura l'initiative durant le tour entier. Si les joueurs obtiennent une égalité, le vent tourne et on relance les dés.

### Phase de magie
En commençant par le joueur qui a l'initiative, chaque joueur peut lancer un sort et son adversaire tenter de le dissiper.

### Phase de combat
C'est durant cette phase que se déroulent la majorité des actions. Chacun à son tour, les joueurs déplacent une unité et la fait combattre. Le combat peut être de 3 types : tirs (avec des canons, des catapultes, des balistes, etc.), éperonnage (dans ce cas, l'attaque a lieu pendant le déplacement) et abordage. Les éperonnages et les abordages ne peuvent avoir lieu que lorsque 2 figurines arrivent au contact.

### Phase de fin
Durant cette phase, on vérifie si les incendies se propagent, on retire certains jetons et marqueurs, on défausse les sorts dont on ne veut pas, etc. C'est une phase de "nettoyage" en quelque sorte.

## La Gamme
La boîte de base, sortie en 1993, inclut les règles pour les flottes humaines (Pirates, Empire et Bretonnie), les Elfes noirs, les Nains, Hauts Elfes, et Orques.
L'extension Fléau des Mers propose les quatre puissances du Chaos, les Nains du Chaos et les Skavens, hommes-rats à la technologie malsaine.
L'extension Mer de Sang fournit les pillards de Norsca, sortes de vikings, des navires supplémentaires aux flottes des Nains et de l'Empire, et de nombreux monstres marins et unités aériennes pour toutes les factions. Les deux suppléments ont été créés en même temps que la boîte de base, mais publiés plus tard.
D'autres factions et règles spéciales ont été publiées par le biais du Citadel Journal, comme les  Morts-Vivants, mais sans figurines officielles.
La gamme a été retirée des magasins en 1995, mais certaines références continuèrent à être disponible par correspondance dans certaines filiales de l'éditeur jusqu'à l'arrêt total de la vente en 1998, probablement à cause de l'usure des moules employés pour produire les figurines.

## Les Flottes

### Les Hauts Elfes
Les hauts elfes sont les meilleurs marins du jeu. Avec leurs vaisseaux profilés et rapides, ils disposent de plusieurs règles de navigation particulières. Ils disposent notamment de deux déplacements alors que toutes les autres flottes n'en ont qu'un. Parmi leurs points faibles, citons la fragilité de leurs bateaux et une relativement faible puissance de feu.

### L'Empire
L'Empire est une des flottes les plus traditionnelles. Elle dispose de vaisseaux résistants, bien armés, d'un équipage bien fourni et d'éperons, ce qui la rend dangereuse à courte portée. Leurs vaisseaux se déplacent pour la plupart indifféremment à la voile ou à la rame, ce qui les rend polyvalents et capables de s'adapter aux conditions du jeu. Ils ne brillent cependant pas par leur vitesse.

### Les Bretonniens
Les bretonniens sont les meilleurs marins humains du jeu. Dotés de bateaux rapides et racés, très proches des vaisseaux traditionnels, les bretonniens comptent sur leur vitesse et leur puissance de feu importante pour remporter la victoire. Leur plus grosse faiblesse est leur dépendance au vent, car ils se déplacent uniquement à la voile. Les bretonniens peuvent donc être lourdement pénalisés par une météo capricieuse et nécessitent des déplacements savamment calculés. Cet aspect est renforcé par la localisation de leurs canons, qui ne tirent que sur les côtés. Il faut donc nécessairement qu'ils se glissent entre les vaisseaux adverses pour profiter de la totalité de leur puissance de feu, ce qui n'est pas toujours simple.

### Les Nains
Les nains sont des ingénieurs brillants et ont créé de lourds navires pour écraser leurs ennemis. La flotte naine est constituée de navires massifs, puissants et très résistants. Le moyen de locomotion de prédilection est la roue à aube actionnée par une chaudière à vapeur. Ils en retirent une indépendance vis-à-vis du vent, mais également le risque de se retrouver immobilisés si les chaudières ou la roue à aubes sont endommagées. De plus, ce mode de déplacement est relativement lent.

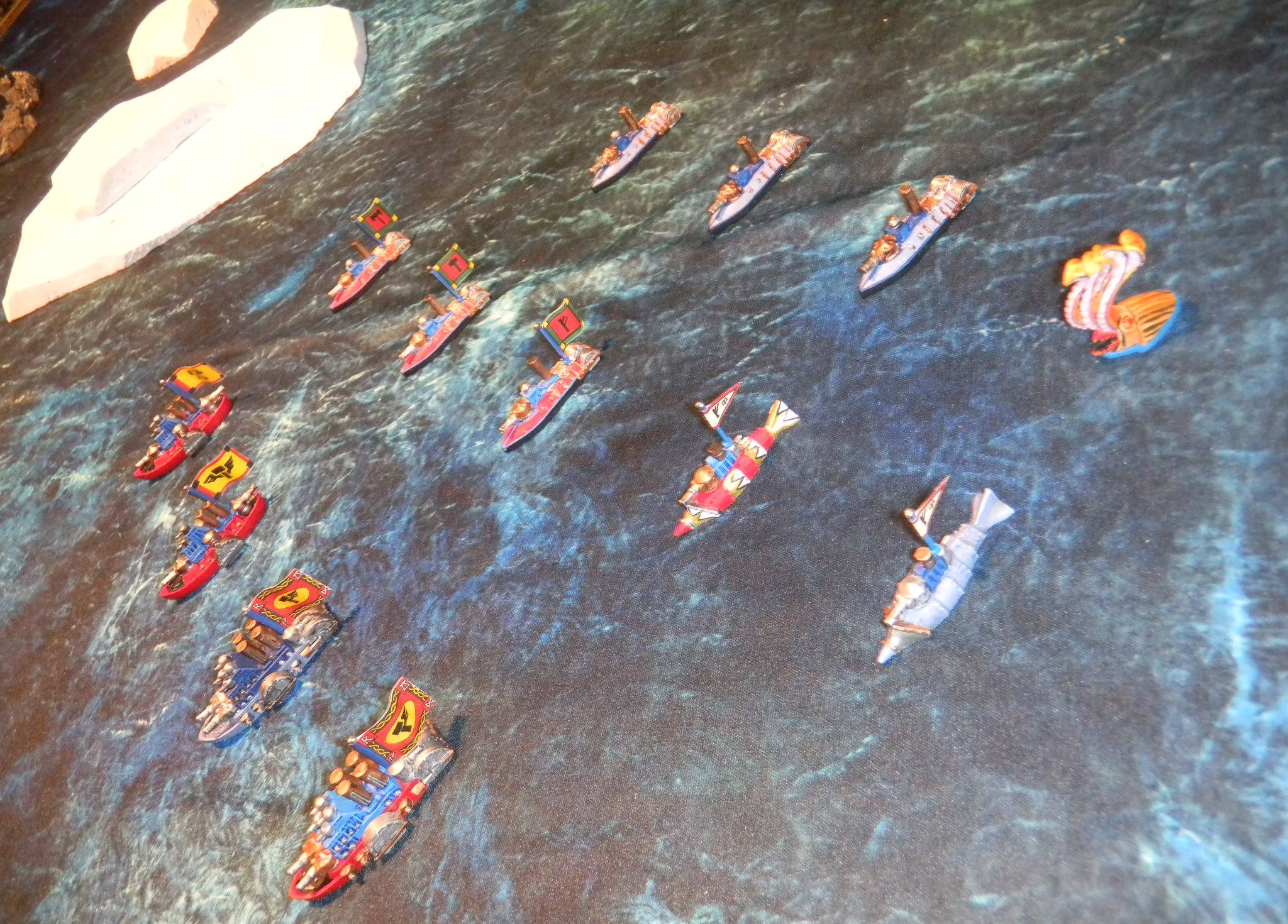
Une importante flotte naine

### Les Nordiques
Le nordiques sont des barbares qui excellent dans le combat rapproché et ont comme particularité de ne disposer d'aucune arme à distance. Cette singularité la rend potentiellement ennuyeuse à jouer, car basée sur une seule stratégie, et en fait plus une faction à laquelle s'allier qu'une flotte à jouer de manière autonome. C'est probablement pour cela qu'elle a été conçue comme la seule flotte qui peut s'allier à toutes les autres.

### Les Pirates
Les pirates est la seule flotte qui ne dispose que d'un seul type de navire : la galère (identique à celle de l'Empire). Comme les nordiques, il s'agit plus d'une flotte à laquelle s'allier qu'une flotte à jouer seule et elle se joint volontiers à la plupart des forces du chaos.

### Les Elfes Noirs
Cette flotte est un peu particulière, car elle ne compte qu'un seul navire, la gigantesque et surpuissante Arche Noire de Naggaroth. Les autres éléments de la flotte sont composés de dragons des mers asservis par la magie du chaos. Cette flotte brille à courte portée avec ses dragons particulièrement redoutables au contact.

### Les Nains du Chaos
Les nains du chaos ont un certain penchant pour les machines diaboliques et l'artillerie lourde. Les bâtiments de la flotte notamment sont des barges gigantesques avec un armement qui compte parmi les plus puissants du jeu. Les navires mineurs des nains du chaos sont plutôt spécialisés dans le combat à courte distance et un amiral adverse sera bien avisé de ne pas trop s'en approcher.

### Les Orques
Les peaux vertes possèdent des bateaux à la technologie baroque et globalement inefficace. L'armement principal des vaisseaux orques est la catapulte mais certains vaisseaux disposent d'armes loufoques et à l'efficacité aléatoire.

### Le Chaos
Le chaos est représenté par les 4 puissances que sont Khorne, Slaanesh, Tzeentch et Nurgle. Chaque puissance possède sa propre flotte aux caractéristiques bien distinctes. La flotte de Nurgle par exemple se base sur des catapultes envoyant des immondices sur la flotte adverse, infectant l'équipage et faisant pourrir les bateaux. La flotte de Slaanesh compte sur la séduction perverse pour corrompre les équipages des bateaux à proximité afin qu'ils se retournent contre les leurs.

### Les Skavens
Les skavens ont une flotte plutôt efficace à courte portée, avec sa cloche hurlante montée sur son navire principal, ses lance-flammes et ses équipages pléthoriques.